# Mala Bosna

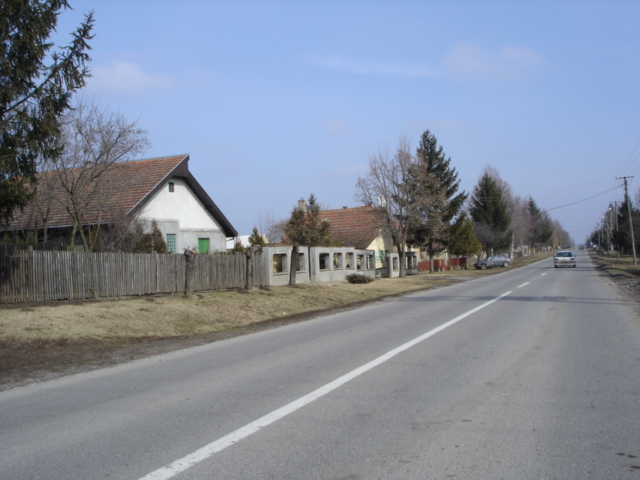
Straße in Mala Bosna

Mala Bosna (serbokroatisch-kyrillisch Мала Босна, ungarisch Kisbosznia) ist ein kleiner Ort im äußersten Norden Serbiens, in der Provinz Vojvodina, im Okrug Severna Bačka. Mala Bosna liegt südwestlich von Subotica.

## Ortsname
Der Ortsname bedeutet auf Deutsch „Klein-Bosnien“. Vor 1945 hieß der Ort Hrvatski Majur.

## Bevölkerung
Mala Bosna hat 1.245 Einwohner (2002).

### Ethnien
Zusammensetzung der Bevölkerung nach ethnischer Herkunft laut der Volkszählung von 2002:
- Kroaten (49,88 %)
- Bunjewatzen (22,73 %)
- Ungarn (7,39 %)
- Serben (5,54 %)
- Jugoslawen (5,54 %)

### Einwohnerentwicklung
- 1961: 2.883
- 1971: 2.318
- 1981: 1.835
- 1991: 1.488